# Eduardo Ranch Fuster
Eduardo Ranch Fuster (nacido el 31 de julio de 1897 en Valencia, España) fue un musicólogo, crítico de música y bibliófilo muy activo e influyente en los círculos culturales valencianos desde la década de 1920 hasta su muerte en 1967.

## Reseña biográfica
Nacido y muerto en la ciudad de Valencia, Eduardo Ranch Fuster descendía por parte de madre de una familia austriaca, los Nittel-Bitterlich, emigrados a Valencia a comienzos del siglo XIX (según el historiador de la literatura Cecilio Alonso, que cita una memoria inédita redactada por Amparo Ranch Sales, hija de Eduardo).
De niño Eduardo Ranch estuvo viviendo entre el pueblo castellonense de La Vilavella (Villavieja), donde su padre Leocadio Ranch Machancoses tenía propiedades agrícolas y fue alcalde, y Castellón de la Plana, donde estudió bachillerato.
En La Vilavella inició sus estudios de música. Tras la muerte de su madre en 1912 se trasladó con su padre a Valencia, en cuyo Conservatorio se matriculó, con intención ya de dedicarse profesionalmente a la música. Fue alumno particular de Francisco Tito, organista de la Catedral, que lo consideró su discípulo (Ranch es dedicatario de la primera de las Escenas Franciscanas, para órgano, la obra más destacada de Tito, publicada en 1942), y en el Conservatorio fue alumno entre otros del pianista y compositor Jacinto Ruiz Manzanares, con quien terminó la carrera. Sin embargo una prolongada dolencia le obligó a abandonar enseguida la práctica del piano. Cecilio Alonso añade que «La responsabilidad moral de hacer frente a las obligaciones patrimoniales […] pesó negativamente en su libre disposición para las actividades artísticas a las que se sentía llamado. Muy conocedor de sus limitaciones, Eduardo Ranch rehuyó protagonismos pero mantuvo siempre la ilusión de contribuir con sus aficiones predilectas —música y literatura— a mejorar la sensibilidad de sus conciudadanos». Y en otro lugar: «desempeñó su papel de propietario naranjero muy a su pesar, convertido en el señorito de Rank, mencionado vagamente por Manuel Vicent como uno de los nebulosos pobladores de su universo infantil en su reciente Contra Paraíso»
Descartada la profesión de músico, Ranch empezó a ejercer la crítica musical en 1921, primero en los diarios castellonenses Libertad y Heraldo de Castellón, a veces anónimamente o con el seudónimo de Juan de Valencia, adoptado quizá porque solía informar de la actualidad musical en esta ciudad. En marzo de 1927 comenzó a colaborar en el periódico La Correspondencia de Valencia, donde firmó artículos hasta 1934.
Sus textos también aparecieron en publicaciones valencianistas como la innovadora revista Taula de lletres valencianes (1928-30), el diario Avant (1930), Acció Valenciana (1930-31) o El camí (1932-34), y se encuadró en la naciente vanguardia valenciana, «indecisa y tardía, escindida entre la estética cosmopolita y la recuperación nacionalista», a decir de Cecilio Alonso, un grupo del que formarían parte entre otros Carles Salvador, Francesc Almela i Vives, Maximiliano Thous, Artur Perucho Badia, Adolf Pizcueta, los hermanos Martínez Ferrando, Enric Durán i Tortajada, Juan Gil-Albert, Pascual Pla y Beltrán, el escultor Alfredo Just o los músicos Enrique González Gomá y Eduardo López-Chavarri. Allí abordó temas musicales pero también se hizo eco de las actividades de los jóvenes poetas de su entorno. En 1925 tuvo cierto eco la campaña de prensa contra la adopción del Himno de la Exposición (1909), con música de José Serrano y letra de Maximiliano Thous, como himno regional, en la que participó destacadamente junto a Vicente Llorens, Adolf Pizcueta, Julio Just o Carles Salvador entre otros. En esa etapa escribió elogiosamente sobre Unamuno y Pío Baroja, a quien conoció en Madrid en 1934 y con quien luego mantuvo una prolongada relación epistolar, recogida en forma de libro. También tuvo relación de amistad con el yerno de Unamuno, el poeta vinculado a la Generación del 27 José María Quiroga Pla, que se instaló en Valencia como funcionario del gobierno de la república en 1937.
Según Vicente Galbis, «desde su tribuna literaria de La Correspondencia de Valencia, aportó una nueva visión a la vida musical valenciana puesto que no sólo reflejaba el acontecer cotidiano de los conciertos, sino que practicaba una crítica activa y creativa similar en cierta medida a la que se daba en otras partes del país. Por ejemplo, aportaba sus últimas investigaciones sobre temas tan dispares como el compositor Vicente Martín y Soler, la estancia de Liszt en Valencia o su esfuerzo por redescubrir y reafirmar la importancia de Juan Cabanilles».
En 1934 Eduardo Ranch se trasladó a Madrid para incorporarse como profesor de música a la Escuela Internacional Plurilingüe que dirigía su amigo el profesor valenciano Vicente Llorens. Se trataba de una iniciativa pedagógica influida por la Institución Libre de Enseñanza. A decir de Alonso, «fue aquella aventura el canto de cisne de sus ilusiones, definitivamente acalladas por la guerra civil».
Cuando durante la guerra civil española el gobierno de la República se trasladó a Valencia, y en la ciudad se organizó el II Congreso Internacional de Escritores para la Defensa de la Cultura, Ranch intensificó su relación con alguno de los asistentes, como el musicólogo y amigo José Subirá y Bartolomé Pérez Casas, director titular de la recién creada Orquesta Nacional de España.
Tras la derrota de la República y hasta 1943, Eduardo Ranch vivió retirado en La Vilavella (Villavieja), ocupado con la recuperación de sus propiedades, muy afectadas por la contienda. Pero en esa última fecha regresó a Valencia, donde se estaba poniendo en marcha la Orquesta Municipal (hoy Orquesta de Valencia), que dirigiría el maestro barcelonés Joan Lamote de Grignon, represaliado por el régimen de Franco a causa de su ideología nacionalista, lo que le impedía trabajar en su ciudad de origen. Ranch mantuvo con él una relación estrecha, hasta el punto de haber empezado a trabajar en una biografía del músico, cuyo manuscrito es una valiosa fuente de información que hoy conserva la familia Lamote de Grignon.
Plenamente reintegrado a la vida cultural valenciana, en 1945 Ranch inició una prolongada colaboración con la revista Valencia Atracción, que dirigía su amigo Francesc Almela i Vives, donde publicó casi continuamente hasta su muerte, y desde 1950 hasta octubre de 1959 fue crítico musical de la delegación en Valencia de Radio Nacional de España.
Una de sus últimas grandes iniciativas fue el homenaje, con conciertos, conferencias y otras celebraciones, al organista y compositor Juan Cabanilles (1644-1712) en ocasión del 250 aniversario de su muerte, que se cumplió en 1962. La organización de todos los actos le tuvo ocupado durante varios años, involucrando a numerosas personalidades e instituciones, aunque sus objetivos solo fueron conseguidos en parte. Por esas fechas, y al hilo de la celebración, fue uno de los primeros en reclamar desde la prensa que Valencia se dotara de un auditorio para la celebración de conciertos, que debía incluir un órgano. El Palacio de la Música y Congresos de Valencia fue inaugurado finalmente en 1987.
Ranch también compuso de manera esporádica algunas obras, sobre todo para piano o para voz y piano, pero debido a su timidez y a sus múltiples dedicaciones, la mayoría permanecieron inéditas. Destacó su habanera Cuquita la del pay-pay, que fue interpretada por Eduardo López-Chavarri Andújar, y en arreglo para violín y piano, por Juan Alós y su hermana Carmen Alós (Conservatorio de Valencia, 12 de mayo de 1955). También compuso el Himno de la Escuela Internacional Plurilingüe de Madrid, para coro, que estrenó allí cuando fue profesor. Todas sus obras permanecen inéditas y se custodian en el archivo familiar.
En cuanto a su biblioteca, de la que se sirvieron numerosos amigos, la revista Quodlibet resumió así: «Su afición literaria, su carácter curioso, su amor por la música y los libros lo llevaron a ser un estimado y generoso bibliófilo, que abrió su archivo a otros investigadores y estudiosos como él.». Por otra parte, María Cáceres-Piñuel, en su monografía sobre el musicólogo José Subirá, dice, sin aportar documentación, que Eduardo Ranch sufragó la «interesantísima» revista mensual Musicografía, que dependía del Instituto Escuela de Música de Monóvar (Alicante), vinculado a la banda de dicha localidad, una publicación en la que escribió mucho Subirá, que firmó con su nombre y diferentes seudónimos. Sin embargo no hay razones para creer que esto fuera así.